# Eleições presidenciais portuguesas de 2011 no distrito de Santarém
| Eleições presidenciais portuguesas de 2011 Distritos: Aveiro \| Beja \| Braga \| Bragança \| Castelo Branco \| Coimbra \| Évora \| Faro \| Guarda \| Leiria \| Lisboa \| Portalegre \| Porto \| Santarém \| Setúbal \| Viana do Castelo \| Vila Real \| Viseu \| Açores \| Madeira \| Estrangeiro |

## Resultados por Concelho
Os resultados nos concelhos do Distrito de Santarém foram os seguintes:

### Abrantes
| Candidato               | Candidato               | Votos  | %               |
| ----------------------- | ----------------------- | ------ | --------------- |
|                         | Aníbal Cavaco Silva     | 7 893  | 46,73 / 100,00  |
|                         | Manuel Alegre           | 3 916  | 23,19 / 100,00  |
|                         | Fernando Nobre          | 2 762  | 16,35 / 100,00  |
|                         | Francisco Lopes         | 1 336  | 7,91 / 100,00   |
|                         | José Manuel Coelho      | 763    | 4,52 / 100,00   |
|                         | Defensor Moura          | 220    | 1,30 / 100,00   |
| Votos Inválidos         | Votos Inválidos         | 1 032  | 5,76 / 100,00   |
| Total                   | Total                   | 17 922 | 100,00 / 100,00 |
| Eleitorado/Participação | Eleitorado/Participação | 36 392 | 49,25 / 100,00  |

| Freguesia               | %     | %     | %     | %     | %    | %    | Votantes |
| Freguesia               | ACS   | MA    | FN    | FL    | JMC  | DM   | Votantes |
| ----------------------- | ----- | ----- | ----- | ----- | ---- | ---- | -------- |
| Abrantes (São João)     | 51,10 | 21,13 | 18,65 | 4,42  | 3,87 | 0,83 | 765      |
| Abrantes (São Vicente)  | 47,97 | 18,95 | 19,38 | 6,75  | 5,47 | 1,47 | 4 558    |
| Aldeia do Mato          | 90,48 | 4,42  | 2,72  | 0,68  | 1,36 | 0,34 | 303      |
| Alferrarede             | 50,85 | 20,21 | 15,52 | 7,21  | 4,92 | 1,29 | 1 793    |
| Alvega                  | 46,24 | 24,41 | 17,37 | 7,11  | 3,42 | 1,64 | 753      |
| Bemposta                | 44,52 | 28,52 | 14,21 | 7,61  | 3,69 | 1,45 | 929      |
| Carvalhal               | 62,28 | 18,36 | 9,43  | 4,71  | 4,22 | 0,99 | 431      |
| Concavada               | 41,11 | 31,71 | 13,59 | 7,32  | 5,23 | 1,05 | 299      |
| Fontes                  | 65,82 | 19,94 | 6,33  | 2,22  | 4,75 | 0,95 | 356      |
| Martinchel              | 56,49 | 15,26 | 17,86 | 3,25  | 5,52 | 1,62 | 319      |
| Mouriscas               | 44,81 | 22,52 | 13,42 | 12,72 | 4,08 | 2,45 | 912      |
| Pego                    | 31,48 | 32,72 | 18,52 | 11,63 | 4,63 | 1,03 | 1 029    |
| Rio de Moinhos          | 54,51 | 18,05 | 14,69 | 6,90  | 4,96 | 0,88 | 595      |
| Rossio ao Sul do Tejo   | 40,98 | 29,88 | 17,40 | 7,04  | 3,52 | 1,17 | 996      |
| São Facundo             | 29,45 | 38,04 | 13,29 | 10,63 | 6,75 | 1,84 | 511      |
| São Miguel do Rio Torto | 41,57 | 27,50 | 15,78 | 10,01 | 4,06 | 1,08 | 1 179    |
| Souto                   | 72,16 | 8,59  | 9,62  | 3,44  | 5,50 | 0,69 | 318      |
| Tramagal                | 40,15 | 24,77 | 19,77 | 11,12 | 3,46 | 0,73 | 1 578    |
| Vale das Mós            | 27,21 | 41,34 | 13,07 | 13,07 | 2,47 | 2,83 | 298      |
| Abrantes                | 46,73 | 23,19 | 16,35 | 7,91  | 4,52 | 1,30 | 17 922   |

### Alcanena
| Candidato               | Candidato               | Votos  | %               |
| ----------------------- | ----------------------- | ------ | --------------- |
|                         | Aníbal Cavaco Silva     | 3 292  | 54,59 / 100,00  |
|                         | Manuel Alegre           | 1 141  | 18,92 / 100,00  |
|                         | Fernando Nobre          | 850    | 14,10 / 100,00  |
|                         | Francisco Lopes         | 465    | 7,71 / 100,00   |
|                         | José Manuel Coelho      | 215    | 3,57 / 100,00   |
|                         | Defensor Moura          | 67     | 1,11 / 100,00   |
| Votos Inválidos         | Votos Inválidos         | 429    | 6,64 / 100,00   |
| Total                   | Total                   | 6 459  | 100,00 / 100,00 |
| Eleitorado/Participação | Eleitorado/Participação | 12 993 | 49,71 / 100,00  |

| Freguesia              | %     | %     | %     | %     | %    | %    | Votantes |
| Freguesia              | ACS   | MA    | FN    | FL    | JMC  | DM   | Votantes |
| ---------------------- | ----- | ----- | ----- | ----- | ---- | ---- | -------- |
| Alcanena               | 49,64 | 20,67 | 14,30 | 11,76 | 2,55 | 1,09 | 1 798    |
| Bugalhos               | 49,49 | 25,76 | 14,39 | 6,31  | 2,78 | 1,26 | 419      |
| Espinheiro             | 38,93 | 25,71 | 17,50 | 10,36 | 6,43 | 1,07 | 305      |
| Louriceira             | 38,40 | 26,58 | 14,35 | 13,92 | 5,49 | 1,27 | 256      |
| Malhou                 | 37,05 | 32,53 | 14,76 | 7,23  | 6,33 | 2,11 | 357      |
| Minde                  | 64,26 | 12,97 | 13,42 | 4,52  | 4,19 | 0,65 | 1 645    |
| Moitas Venda           | 70,32 | 11,79 | 10,74 | 2,95  | 2,53 | 1,68 | 500      |
| Monsanto               | 47,72 | 23,32 | 15,82 | 9,92  | 2,41 | 0,80 | 397      |
| Serra de Santo António | 80,37 | 7,69  | 8,22  | 1,06  | 2,39 | 0,27 | 396      |
| Vila Moreira           | 39,72 | 22,78 | 21,11 | 9,72  | 4,17 | 2,50 | 386      |
| Alcanena               | 54,59 | 18,92 | 14,10 | 7,71  | 3,57 | 1,11 | 6 459    |

### Almeirim
| Candidato               | Candidato               | Votos  | %               |
| ----------------------- | ----------------------- | ------ | --------------- |
|                         | Aníbal Cavaco Silva     | 3 493  | 44,28 / 100,00  |
|                         | Manuel Alegre           | 1 958  | 24,82 / 100,00  |
|                         | Fernando Nobre          | 1 207  | 15,30 / 100,00  |
|                         | Francisco Lopes         | 826    | 10,47 / 100,00  |
|                         | José Manuel Coelho      | 308    | 3,90 / 100,00   |
|                         | Defensor Moura          | 96     | 1,22 / 100,00   |
| Votos Inválidos         | Votos Inválidos         | 518    | 6,17 / 100,00   |
| Total                   | Total                   | 8 406  | 100,00 / 100,00 |
| Eleitorado/Participação | Eleitorado/Participação | 19 939 | 42,16 / 100,00  |

| Freguesia            | %     | %     | %     | %     | %    | %    | Votantes |
| Freguesia            | ACS   | MA    | FN    | FL    | JMC  | DM   | Votantes |
| -------------------- | ----- | ----- | ----- | ----- | ---- | ---- | -------- |
| Almeirim             | 46,61 | 22,22 | 17,76 | 8,62  | 3,51 | 1,27 | 4 651    |
| Benfica do Ribatejo  | 34,01 | 29,19 | 11,03 | 21,41 | 3,43 | 0,93 | 1 129    |
| Fazendas de Almeirim | 44,06 | 27,99 | 12,74 | 9,06  | 4,87 | 1,27 | 2 328    |
| Raposa               | 49,48 | 23,34 | 13,94 | 8,01  | 4,18 | 1,05 | 298      |
| Almeirim             | 44,28 | 24,82 | 15,30 | 10,47 | 3,90 | 1,22 | 8 406    |

### Alpiarça
| Candidato               | Candidato               | Votos | %               |
| ----------------------- | ----------------------- | ----- | --------------- |
|                         | Francisco Lopes         | 1 129 | 36,45 / 100,00  |
|                         | Aníbal Cavaco Silva     | 812   | 26,22 / 100,00  |
|                         | Manuel Alegre           | 663   | 21,41 / 100,00  |
|                         | Fernando Nobre          | 373   | 12,04 / 100,00  |
|                         | José Manuel Coelho      | 104   | 3,36 / 100,00   |
|                         | Defensor Moura          | 16    | 0,52 / 100,00   |
| Votos Inválidos         | Votos Inválidos         | 183   | 5,58 / 100,00   |
| Total                   | Total                   | 3 280 | 100,00 / 100,00 |
| Eleitorado/Participação | Eleitorado/Participação | 6 547 | 50,10 / 100,00  |

| Freguesia | %     | %     | %     | %     | %    | %    | Votantes |
| Freguesia | FL    | ACS   | MA    | FN    | JMC  | DM   | Votantes |
| --------- | ----- | ----- | ----- | ----- | ---- | ---- | -------- |
| Alpiarça  | 36,45 | 26,22 | 21,41 | 12,04 | 3,36 | 0,52 | 3 280    |
| Alpiarça  | 36,45 | 26,22 | 21,41 | 12,04 | 3,36 | 0,52 | 3 280    |

### Benavente
| Candidato               | Candidato               | Votos  | %               |
| ----------------------- | ----------------------- | ------ | --------------- |
|                         | Aníbal Cavaco Silva     | 3 574  | 41,24 / 100,00  |
|                         | Manuel Alegre           | 1 860  | 21,46 / 100,00  |
|                         | Fernando Nobre          | 1 412  | 16,29 / 100,00  |
|                         | Francisco Lopes         | 1 345  | 15,52 / 100,00  |
|                         | José Manuel Coelho      | 358    | 4,13 / 100,00   |
|                         | Defensor Moura          | 118    | 1,36 / 100,00   |
| Votos Inválidos         | Votos Inválidos         | 645    | 6,93 / 100,00   |
| Total                   | Total                   | 9 312  | 100,00 / 100,00 |
| Eleitorado/Participação | Eleitorado/Participação | 21 970 | 42,39 / 100,00  |

| Freguesia      | %     | %     | %     | %     | %    | %    | Votantes |
| Freguesia      | ACS   | MA    | FN    | FL    | JMC  | DM   | Votantes |
| -------------- | ----- | ----- | ----- | ----- | ---- | ---- | -------- |
| Barrosa        | 19,74 | 37,72 | 12,72 | 23,25 | 3,51 | 3,07 | 242      |
| Benavente      | 40,68 | 20,65 | 16,75 | 17,05 | 4,04 | 0,82 | 3 137    |
| Samora Correia | 41,46 | 21,49 | 16,42 | 14,84 | 4,19 | 1,59 | 5 272    |
| Santo Estêvão  | 49,84 | 19,11 | 14,49 | 10,83 | 4,30 | 1,43 | 661      |
| Benavente      | 41,24 | 21,46 | 16,29 | 15,52 | 4,13 | 1,36 | 9 312    |

### Cartaxo
| Candidato               | Candidato               | Votos  | %               |
| ----------------------- | ----------------------- | ------ | --------------- |
|                         | Aníbal Cavaco Silva     | 3 811  | 42,42 / 100,00  |
|                         | Manuel Alegre           | 2 160  | 24,04 / 100,00  |
|                         | Fernando Nobre          | 1 643  | 18,29 / 100,00  |
|                         | Francisco Lopes         | 803    | 8,94 / 100,00   |
|                         | José Manuel Coelho      | 437    | 4,86 / 100,00   |
|                         | Defensor Moura          | 131    | 1,46 / 100,00   |
| Votos Inválidos         | Votos Inválidos         | 616    | 6,42 / 100,00   |
| Total                   | Total                   | 9 601  | 100,00 / 100,00 |
| Eleitorado/Participação | Eleitorado/Participação | 20 787 | 46,19 / 100,00  |

| Freguesia           | %     | %     | %     | %     | %    | %    | Votantes |
| Freguesia           | ACS   | MA    | FN    | FL    | JMC  | DM   | Votantes |
| ------------------- | ----- | ----- | ----- | ----- | ---- | ---- | -------- |
| Cartaxo             | 46,24 | 21,49 | 19,02 | 7,74  | 4,13 | 1,38 | 4 225    |
| Ereira              | 30,20 | 29,87 | 15,77 | 14,09 | 7,05 | 3,02 | 312      |
| Lapa                | 46,17 | 21,17 | 15,54 | 6,98  | 7,43 | 2,70 | 469      |
| Pontével            | 37,78 | 26,41 | 20,06 | 9,28  | 5,27 | 1,20 | 1 772    |
| Valada              | 37,10 | 34,49 | 9,28  | 16,23 | 2,32 | 0,58 | 363      |
| Vale da Pedra       | 37,30 | 27,23 | 15,04 | 12,34 | 6,67 | 1,42 | 753      |
| Vale da Pinta       | 43,12 | 21,00 | 19,33 | 9,67  | 5,02 | 1,86 | 570      |
| Vila Chã de Ourique | 42,16 | 25,33 | 19,19 | 7,18  | 4,82 | 1,32 | 1 137    |
| Cartaxo             | 42,42 | 24,04 | 18,29 | 8,94  | 4,86 | 1,46 | 9 601    |

### Chamusca
| Candidato               | Candidato               | Votos | %               |
| ----------------------- | ----------------------- | ----- | --------------- |
|                         | Aníbal Cavaco Silva     | 1 664 | 42,19 / 100,00  |
|                         | Manuel Alegre           | 922   | 23,38 / 100,00  |
|                         | Francisco Lopes         | 591   | 14,98 / 100,00  |
|                         | Fernando Nobre          | 530   | 13,44 / 100,00  |
|                         | José Manuel Coelho      | 188   | 4,77 / 100,00   |
|                         | Defensor Moura          | 49    | 1,24 / 100,00   |
| Votos Inválidos         | Votos Inválidos         | 201   | 4,85 / 100,00   |
| Total                   | Total                   | 4 145 | 100,00 / 100,00 |
| Eleitorado/Participação | Eleitorado/Participação | 9 239 | 44,86 / 100,00  |

| Freguesia       | %     | %     | %     | %     | %    | %    | Votantes |
| Freguesia       | ACS   | MA    | FL    | FN    | JMC  | DM   | Votantes |
| --------------- | ----- | ----- | ----- | ----- | ---- | ---- | -------- |
| Carregueira     | 39,23 | 25,16 | 11,71 | 16,69 | 4,98 | 2,24 | 836      |
| Chamusca        | 39,79 | 21,87 | 18,07 | 14,58 | 4,71 | 0,99 | 1 397    |
| Chouto          | 64,16 | 11,56 | 9,83  | 5,78  | 6,36 | 2,31 | 176      |
| Parreira        | 65,42 | 15,89 | 6,23  | 7,17  | 4,05 | 1,25 | 328      |
| Pinheiro Grande | 40,97 | 25,88 | 9,70  | 17,25 | 5,12 | 1,08 | 394      |
| Ulme            | 44,33 | 30,82 | 7,95  | 9,74  | 6,16 | 0,99 | 530      |
| Vale de Cavalos | 28,29 | 24,12 | 32,02 | 12,72 | 2,63 | 0,22 | 484      |
| Chamusca        | 42,19 | 23,38 | 14,98 | 13,44 | 4,77 | 1,24 | 4 145    |

### Constância
| Candidato               | Candidato               | Votos | %               |
| ----------------------- | ----------------------- | ----- | --------------- |
|                         | Aníbal Cavaco Silva     | 705   | 44,01 / 100,00  |
|                         | Manuel Alegre           | 365   | 22,78 / 100,00  |
|                         | Fernando Nobre          | 278   | 17,35 / 100,00  |
|                         | Francisco Lopes         | 150   | 9,36 / 100,00   |
|                         | José Manuel Coelho      | 88    | 5,49 / 100,00   |
|                         | Defensor Moura          | 16    | 1,00 / 100,00   |
| Votos Inválidos         | Votos Inválidos         | 122   | 7,08 / 100,00   |
| Total                   | Total                   | 1 724 | 100,00 / 100,00 |
| Eleitorado/Participação | Eleitorado/Participação | 3 470 | 49,68 / 100,00  |

| Freguesia                  | %     | %     | %     | %     | %    | %    | Votantes |
| Freguesia                  | ACS   | MA    | FN    | FL    | JMC  | DM   | Votantes |
| -------------------------- | ----- | ----- | ----- | ----- | ---- | ---- | -------- |
| Constância                 | 44,18 | 16,67 | 21,96 | 9,79  | 6,88 | 0,53 | 414      |
| Montalvo                   | 51,82 | 19,19 | 19,19 | 6,14  | 2,88 | 0,77 | 567      |
| Santa Margarida da Coutada | 38,12 | 28,73 | 13,51 | 11,52 | 6,69 | 1,42 | 743      |
| Constância                 | 44,01 | 22,78 | 17,35 | 9,36  | 5,49 | 1,00 | 1 724    |

### Coruche
| Candidato               | Candidato               | Votos  | %               |
| ----------------------- | ----------------------- | ------ | --------------- |
|                         | Aníbal Cavaco Silva     | 3 019  | 37,95 / 100,00  |
|                         | Manuel Alegre           | 1 977  | 24,85 / 100,00  |
|                         | Francisco Lopes         | 1 705  | 21,43 / 100,00  |
|                         | Fernando Nobre          | 873    | 10,97 / 100,00  |
|                         | José Manuel Coelho      | 299    | 3,76 / 100,00   |
|                         | Defensor Moura          | 82     | 1,03 / 100,00   |
| Votos Inválidos         | Votos Inválidos         | 348    | 4,19 / 100,00   |
| Total                   | Total                   | 8 303  | 100,00 / 100,00 |
| Eleitorado/Participação | Eleitorado/Participação | 18 427 | 45,06 / 100,00  |

| Freguesia            | %     | %     | %     | %     | %    | %    | Votantes |
| Freguesia            | ACS   | MA    | FL    | FN    | JMC  | DM   | Votantes |
| -------------------- | ----- | ----- | ----- | ----- | ---- | ---- | -------- |
| Biscainho            | 57,87 | 23,49 | 6,54  | 7,75  | 3,87 | 0,48 | 430      |
| Branca               | 46,20 | 25,54 | 13,95 | 10,14 | 3,26 | 0,91 | 566      |
| Coruche              | 45,11 | 24,05 | 13,55 | 12,43 | 3,71 | 1,15 | 3 478    |
| Couço                | 16,73 | 21,55 | 51,37 | 7,81  | 1,82 | 0,72 | 1 597    |
| Erra                 | 29,38 | 25,83 | 25,59 | 11,85 | 6,40 | 0,95 | 443      |
| Fajarda              | 36,01 | 27,53 | 19,20 | 12,50 | 3,72 | 1,04 | 711      |
| Santana do Mato      | 40,32 | 28,15 | 17,79 | 9,68  | 3,15 | 0,90 | 454      |
| São José da Lamarosa | 37,87 | 31,89 | 12,62 | 7,81  | 7,97 | 1,83 | 624      |
| Coruche              | 37,95 | 24,85 | 21,43 | 10,97 | 3,76 | 1,03 | 8 303    |

### Entroncamento
| Candidato               | Candidato               | Votos  | %               |
| ----------------------- | ----------------------- | ------ | --------------- |
|                         | Aníbal Cavaco Silva     | 3 485  | 44,33 / 100,00  |
|                         | Manuel Alegre           | 1 674  | 21,29 / 100,00  |
|                         | Fernando Nobre          | 1 637  | 20,82 / 100,00  |
|                         | Francisco Lopes         | 586    | 7,45 / 100,00   |
|                         | José Manuel Coelho      | 370    | 4,71 / 100,00   |
|                         | Defensor Moura          | 110    | 1,40 / 100,00   |
| Votos Inválidos         | Votos Inválidos         | 710    | 8,28 / 100,00   |
| Total                   | Total                   | 8 572  | 100,00 / 100,00 |
| Eleitorado/Participação | Eleitorado/Participação | 16 957 | 50,55 / 100,00  |

| Freguesia               | %     | %     | %     | %    | %    | %    | Votantes |
| Freguesia               | ACS   | MA    | FN    | FL   | JMC  | DM   | Votantes |
| ----------------------- | ----- | ----- | ----- | ---- | ---- | ---- | -------- |
| Nossa Senhora de Fátima | 45,85 | 20,09 | 21,24 | 6,07 | 5,08 | 1,66 | 4 704    |
| São João Baptista       | 42,51 | 22,72 | 20,32 | 9,10 | 4,26 | 1,09 | 3 868    |
| Entroncamento           | 44,33 | 21,29 | 20,82 | 7,45 | 4,71 | 1,40 | 8 572    |

### Ferreira do Zêzere
| Candidato               | Candidato               | Votos | %               |
| ----------------------- | ----------------------- | ----- | --------------- |
|                         | Aníbal Cavaco Silva     | 3 100 | 73,32 / 100,00  |
|                         | Manuel Alegre           | 547   | 12,94 / 100,00  |
|                         | Fernando Nobre          | 351   | 8,30 / 100,00   |
|                         | José Manuel Coelho      | 114   | 2,70 / 100,00   |
|                         | Francisco Lopes         | 78    | 1,84 / 100,00   |
|                         | Defensor Moura          | 38    | 0,90 / 100,00   |
| Votos Inválidos         | Votos Inválidos         | 277   | 6,15 / 100,00   |
| Total                   | Total                   | 4 505 | 100,00 / 100,00 |
| Eleitorado/Participação | Eleitorado/Participação | 8 155 | 55,24 / 100,00  |

| Freguesia             | %     | %     | %     | %    | %    | %    | Votantes |
| Freguesia             | ACS   | MA    | FN    | JMC  | FL   | DM   | Votantes |
| --------------------- | ----- | ----- | ----- | ---- | ---- | ---- | -------- |
| Águas Belas           | 66,97 | 15,79 | 11,07 | 2,54 | 2,72 | 0,91 | 586      |
| Areias                | 81,07 | 7,52  | 6,71  | 2,01 | 1,74 | 0,94 | 785      |
| Beco                  | 82,07 | 10,76 | 3,59  | 1,27 | 1,48 | 0,84 | 494      |
| Chãos                 | 74,73 | 9,75  | 9,75  | 3,97 | 0,36 | 1,44 | 292      |
| Dornes                | 72,53 | 15,12 | 8,02  | 1,85 | 1,23 | 1,23 | 336      |
| Ferreira do Zêzere    | 66,97 | 16,47 | 9,88  | 3,49 | 2,50 | 0,70 | 1 097    |
| Igreja Nova do Sobral | 77,55 | 12,24 | 7,58  | 1,75 | 0,58 | 0,29 | 371      |
| Paio Mendes           | 66,29 | 17,23 | 8,24  | 3,37 | 3,00 | 1,87 | 289      |
| Pias                  | 74,29 | 9,80  | 9,39  | 4,90 | 1,22 | 0,41 | 255      |
| Ferreira do Zêzere    | 73,32 | 12,94 | 8,30  | 2,70 | 1,84 | 0,90 | 4 505    |

### Golegã
| Candidato               | Candidato               | Votos | %               |
| ----------------------- | ----------------------- | ----- | --------------- |
|                         | Aníbal Cavaco Silva     | 890   | 43,06 / 100,00  |
|                         | Manuel Alegre           | 472   | 22,84 / 100,00  |
|                         | Fernando Nobre          | 291   | 14,08 / 100,00  |
|                         | Francisco Lopes         | 282   | 13,64 / 100,00  |
|                         | José Manuel Coelho      | 105   | 5,08 / 100,00   |
|                         | Defensor Moura          | 27    | 1,31 / 100,00   |
| Votos Inválidos         | Votos Inválidos         | 132   | 6,00 / 100,00   |
| Total                   | Total                   | 2 199 | 100,00 / 100,00 |
| Eleitorado/Participação | Eleitorado/Participação | 4 723 | 46,56 / 100,00  |

| Freguesia | %     | %     | %     | %     | %    | %    | Votantes |
| Freguesia | ACS   | MA    | FN    | FL    | JMC  | DM   | Votantes |
| --------- | ----- | ----- | ----- | ----- | ---- | ---- | -------- |
| Azinhaga  | 29,62 | 27,90 | 10,34 | 25,24 | 5,33 | 1,57 | 661      |
| Golegã    | 49,06 | 20,57 | 15,75 | 8,47  | 4,97 | 1,19 | 1 538    |
| Golegã    | 43,06 | 22,84 | 14,08 | 13,64 | 5,08 | 1,31 | 2 199    |

### Mação
| Candidato               | Candidato               | Votos | %               |
| ----------------------- | ----------------------- | ----- | --------------- |
|                         | Aníbal Cavaco Silva     | 2 657 | 61,41 / 100,00  |
|                         | Manuel Alegre           | 824   | 19,04 / 100,00  |
|                         | Fernando Nobre          | 444   | 10,26 / 100,00  |
|                         | José Manuel Coelho      | 185   | 4,28 / 100,00   |
|                         | Francisco Lopes         | 157   | 3,63 / 100,00   |
|                         | Defensor Moura          | 60    | 1,39 / 100,00   |
| Votos Inválidos         | Votos Inválidos         | 217   | 4,77 / 100,00   |
| Total                   | Total                   | 4 544 | 100,00 / 100,00 |
| Eleitorado/Participação | Eleitorado/Participação | 7 278 | 62,43 / 100,00  |

| Freguesia  | %     | %     | %     | %    | %    | %    | Votantes |
| Freguesia  | ACS   | MA    | FN    | JMC  | FL   | DM   | Votantes |
| ---------- | ----- | ----- | ----- | ---- | ---- | ---- | -------- |
| Aboboreira | 65,26 | 17,82 | 9,37  | 3,93 | 2,72 | 0,91 | 357      |
| Amêndoa    | 75,07 | 10,57 | 7,59  | 4,61 | 1,36 | 0,81 | 384      |
| Cardigos   | 80,86 | 7,19  | 7,91  | 2,88 | 0,58 | 0,58 | 714      |
| Carvoeiro  | 68,00 | 18,93 | 6,13  | 2,13 | 3,20 | 1,60 | 406      |
| Envendos   | 60,20 | 23,27 | 7,59  | 4,55 | 3,04 | 1,35 | 616      |
| Mação      | 47,52 | 24,11 | 14,80 | 5,13 | 6,18 | 2,26 | 1 212    |
| Ortiga     | 51,75 | 23,68 | 11,99 | 5,26 | 7,02 | 0,29 | 358      |
| Penhascoso | 56,45 | 23,04 | 10,78 | 2,96 | 4,86 | 1,90 | 497      |
| Mação      | 61,41 | 19,04 | 10,26 | 4,28 | 3,63 | 1,39 | 4 544    |

### Ourém
| Candidato               | Candidato               | Votos  | %               |
| ----------------------- | ----------------------- | ------ | --------------- |
|                         | Aníbal Cavaco Silva     | 16 395 | 76,03 / 100,00  |
|                         | Fernando Nobre          | 2 309  | 10,71 / 100,00  |
|                         | Manuel Alegre           | 1 651  | 7,66 / 100,00   |
|                         | José Manuel Coelho      | 573    | 2,66 / 100,00   |
|                         | Francisco Lopes         | 472    | 2,19 / 100,00   |
|                         | Defensor Moura          | 165    | 0,77 / 100,00   |
| Votos Inválidos         | Votos Inválidos         | 1 197  | 5,26 / 100,00   |
| Total                   | Total                   | 22 762 | 100,00 / 100,00 |
| Eleitorado/Participação | Eleitorado/Participação | 43 582 | 52,23 / 100,00  |

| Freguesia                       | %     | %     | %     | %    | %    | %    | Votantes |
| Freguesia                       | ACS   | FN    | MA    | JMC  | FL   | DM   | Votantes |
| ------------------------------- | ----- | ----- | ----- | ---- | ---- | ---- | -------- |
| Alburitel                       | 64,00 | 17,28 | 12,64 | 3,20 | 1,92 | 0,96 | 673      |
| Atouguia                        | 76,98 | 11,55 | 6,62  | 2,10 | 1,94 | 0,81 | 1 299    |
| Casal dos Bernardos             | 81,94 | 7,18  | 6,21  | 3,11 | 1,17 | 0,39 | 528      |
| Caxarias                        | 72,17 | 14,07 | 8,36  | 2,24 | 2,55 | 0,61 | 1 035    |
| Cercal                          | 87,83 | 5,70  | 2,85  | 2,85 | 0,57 | 0,19 | 566      |
| Espite                          | 75,05 | 7,92  | 9,11  | 4,75 | 1,78 | 1,39 | 548      |
| Fátima                          | 79,34 | 11,05 | 5,44  | 1,88 | 1,29 | 0,55 | 5 330    |
| Formigais                       | 75,00 | 6,37  | 12,25 | 3,43 | 2,94 | 0    | 206      |
| Freixianda                      | 81,52 | 7,93  | 5,31  | 3,35 | 1,31 | 0,57 | 1 276    |
| Gondemaria                      | 88,16 | 5,92  | 2,96  | 1,40 | 0,93 | 0,62 | 668      |
| Matas                           | 81,93 | 8,26  | 4,13  | 3,27 | 1,72 | 0,69 | 609      |
| Nossa Senhora da Piedade        | 64,68 | 13,83 | 13,69 | 3,53 | 3,28 | 0,99 | 3 050    |
| Nossa Senhora das Misericórdias | 72,91 | 11,25 | 8,38  | 2,57 | 3,83 | 1,05 | 2 523    |
| Olival                          | 78,60 | 9,28  | 6,53  | 2,75 | 1,89 | 0,95 | 1 105    |
| Ribeira do Fárrio               | 84,98 | 6,13  | 3,56  | 3,56 | 1,78 | 0,20 | 520      |
| Rio de Couros                   | 85,56 | 6,90  | 4,99  | 1,06 | 1,17 | 0,32 | 966      |
| Seiça                           | 65,09 | 13,00 | 14,50 | 2,47 | 3,44 | 1,50 | 992      |
| Urqueira                        | 76,48 | 7,48  | 6,15  | 4,70 | 4,10 | 1,09 | 868      |
| Ourém                           | 76,03 | 10,71 | 7,66  | 2,66 | 2,19 | 0,77 | 22 762   |

### Rio Maior
| Candidato               | Candidato               | Votos  | %               |
| ----------------------- | ----------------------- | ------ | --------------- |
|                         | Aníbal Cavaco Silva     | 5 650  | 63,85 / 100,00  |
|                         | Fernando Nobre          | 1 344  | 15,19 / 100,00  |
|                         | Manuel Alegre           | 1 174  | 13,27 / 100,00  |
|                         | José Manuel Coelho      | 312    | 3,53 / 100,00   |
|                         | Francisco Lopes         | 271    | 3,06 / 100,00   |
|                         | Defensor Moura          | 98     | 1,11 / 100,00   |
| Votos Inválidos         | Votos Inválidos         | 607    | 6,42 / 100,00   |
| Total                   | Total                   | 9 456  | 100,00 / 100,00 |
| Eleitorado/Participação | Eleitorado/Participação | 18 398 | 51,40 / 100,00  |

| Freguesia            | %     | %     | %     | %    | %     | %    | Votantes |
| Freguesia            | ACS   | FN    | MA    | JMC  | FL    | DM   | Votantes |
| -------------------- | ----- | ----- | ----- | ---- | ----- | ---- | -------- |
| Alcobertas           | 76,16 | 14,34 | 3,07  | 3,56 | 1,98  | 0,89 | 1 073    |
| Arrouquelas          | 50,18 | 17,44 | 23,13 | 3,20 | 4,98  | 1,07 | 296      |
| Arruda dos Pisões    | 71,43 | 12,64 | 9,34  | 3,30 | 1,65  | 1,65 | 192      |
| Asseiceira           | 53,39 | 19,53 | 17,45 | 2,34 | 5,21  | 2,08 | 409      |
| Assentiz             | 47,79 | 14,16 | 24,78 | 4,87 | 7,08  | 1,33 | 240      |
| Azambujeira          | 60,00 | 13,68 | 18,42 | 4,74 | 1,58  | 1,58 | 199      |
| Fráguas              | 69,41 | 11,19 | 11,42 | 4,57 | 1,37  | 2,05 | 472      |
| Malaqueijo           | 60,19 | 11,11 | 19,91 | 3,70 | 2,78  | 2,31 | 233      |
| Marmeleira           | 45,73 | 11,56 | 20,60 | 6,53 | 15,08 | 0,50 | 218      |
| Outeiro da Cortiçada | 69,38 | 11,92 | 12,47 | 2,17 | 2,98  | 1,08 | 396      |
| Ribeira de São João  | 62,86 | 20,00 | 13,33 | 1,90 | 1,43  | 0,48 | 214      |
| Rio Maior            | 63,43 | 15,95 | 13,56 | 3,44 | 2,60  | 1,01 | 4 863    |
| São João da Ribeira  | 59,02 | 18,30 | 14,18 | 4,64 | 3,35  | 0,52 | 412      |
| São Sebastião        | 74,21 | 8,14  | 11,31 | 4,98 | 0,90  | 0,45 | 239      |
| Rio Maior            | 63,85 | 15,19 | 13,27 | 3,53 | 3,06  | 1,11 | 9 456    |

### Salvaterra de Magos
| Candidato               | Candidato               | Votos  | %               |
| ----------------------- | ----------------------- | ------ | --------------- |
|                         | Aníbal Cavaco Silva     | 2 748  | 42,75 / 100,00  |
|                         | Manuel Alegre           | 1 494  | 23,24 / 100,00  |
|                         | Fernando Nobre          | 1 003  | 15,60 / 100,00  |
|                         | Francisco Lopes         | 794    | 12,35 / 100,00  |
|                         | José Manuel Coelho      | 304    | 4,73 / 100,00   |
|                         | Defensor Moura          | 85     | 1,32 / 100,00   |
| Votos Inválidos         | Votos Inválidos         | 445    | 6,47 / 100,00   |
| Total                   | Total                   | 6 873  | 100,00 / 100,00 |
| Eleitorado/Participação | Eleitorado/Participação | 18 658 | 36,84 / 100,00  |

| Freguesia           | %     | %     | %     | %     | %    | %    | Votantes |
| Freguesia           | ACS   | MA    | FL    | FN    | JMC  | DM   | Votantes |
| ------------------- | ----- | ----- | ----- | ----- | ---- | ---- | -------- |
| Foros de Salvaterra | 45,76 | 19,74 | 16,64 | 10,69 | 5,30 | 1,88 | 1 300    |
| Glória do Ribatejo  | 21,77 | 38,47 | 13,47 | 18,21 | 7,22 | 0,86 | 1 012    |
| Granho              | 100   | 0     | 0     | 0     | 0    | 0    | 8        |
| Marinhais           | 50,00 | 20,31 | 15,88 | 8,18  | 4,80 | 0,84 | 2 046    |
| Muge                | 37,37 | 34,21 | 13,68 | 8,68  | 3,95 | 2,11 | 402      |
| Salvaterra de Magos | 44,63 | 19,08 | 16,11 | 15,36 | 3,31 | 1,51 | 2 105    |
| Salvaterra de Magos | 42,75 | 23,24 | 15,60 | 12,35 | 4,73 | 1,32 | 6 873    |

### Santarém
| Candidato               | Candidato               | Votos  | %               |
| ----------------------- | ----------------------- | ------ | --------------- |
|                         | Aníbal Cavaco Silva     | 12 395 | 50,31 / 100,00  |
|                         | Manuel Alegre           | 5 082  | 20,63 / 100,00  |
|                         | Fernando Nobre          | 4 191  | 17,01 / 100,00  |
|                         | Francisco Lopes         | 1 727  | 7,01 / 100,00   |
|                         | José Manuel Coelho      | 976    | 3,96 / 100,00   |
|                         | Defensor Moura          | 265    | 1,08 / 100,00   |
| Votos Inválidos         | Votos Inválidos         | 1 725  | 6,54 / 100,00   |
| Total                   | Total                   | 26 361 | 100,00 / 100,00 |
| Eleitorado/Participação | Eleitorado/Participação | 54 348 | 48,50 / 100,00  |

| Freguesia                         | %     | %     | %     | %     | %    | %    | Votantes |
| Freguesia                         | ACS   | MA    | FN    | FL    | JMC  | DM   | Votantes |
| --------------------------------- | ----- | ----- | ----- | ----- | ---- | ---- | -------- |
| Abitureiras                       | 52,63 | 23,31 | 16,04 | 3,01  | 3,51 | 1,50 | 423      |
| Abrã                              | 64,82 | 15,22 | 9,88  | 3,75  | 5,14 | 1,19 | 548      |
| Achete                            | 57,86 | 18,47 | 12,27 | 5,63  | 4,47 | 1,30 | 750      |
| Alcanede                          | 70,14 | 11,69 | 10,66 | 2,21  | 4,17 | 1,13 | 2 162    |
| Alcanhões                         | 38,69 | 21,53 | 13,73 | 21,68 | 3,90 | 0,47 | 684      |
| Almoster                          | 38,09 | 25,53 | 17,83 | 12,98 | 4,56 | 1,00 | 739      |
| Amiais de Baixo                   | 38,51 | 36,07 | 11,81 | 8,60  | 4,11 | 0,90 | 847      |
| Arneiro das Milhariças            | 40,58 | 28,91 | 18,04 | 5,31  | 5,04 | 2,12 | 409      |
| Azoia de Baixo                    | 55,28 | 17,89 | 14,63 | 8,94  | 1,63 | 1,63 | 130      |
| Azoia de Cima                     | 52,82 | 20,00 | 14,36 | 5,64  | 5,13 | 2,05 | 203      |
| Casével                           | 57,58 | 24,75 | 9,09  | 5,05  | 2,02 | 1,52 | 209      |
| Gançaria                          | 68,66 | 10,82 | 13,43 | 1,12  | 4,48 | 1,49 | 289      |
| Moçarria                          | 37,73 | 29,82 | 20,69 | 5,27  | 5,68 | 0,81 | 516      |
| Pernes                            | 44,91 | 21,62 | 14,37 | 15,06 | 3,07 | 0,98 | 759      |
| Pombalinho                        | 29,41 | 38,43 | 9,02  | 18,82 | 2,35 | 1,96 | 267      |
| Póvoa da Isenta                   | 35,28 | 19,80 | 22,59 | 14,97 | 5,58 | 1,78 | 431      |
| Póvoa de Santarém                 | 45,12 | 22,36 | 19,51 | 7,32  | 4,07 | 1,63 | 283      |
| Romeira                           | 43,73 | 29,03 | 15,41 | 7,53  | 2,87 | 1,43 | 304      |
| Santa Iria da Ribeira de Santarém | 38,61 | 28,05 | 13,86 | 13,20 | 4,29 | 1,98 | 324      |
| Santarém (Marvila)                | 53,39 | 18,54 | 18,89 | 5,30  | 2,82 | 1,06 | 4 315    |
| Santarém (São Nicolau)            | 49,70 | 19,63 | 20,47 | 5,43  | 3,77 | 1,00 | 3 564    |
| Santarém (São Salvador)           | 48,67 | 20,27 | 20,19 | 5,66  | 4,34 | 0,86 | 4 005    |
| São Vicente do Paul               | 52,25 | 21,09 | 13,02 | 9,30  | 3,72 | 0,62 | 689      |
| Tremês                            | 59,07 | 18,02 | 13,57 | 3,80  | 4,34 | 1,19 | 972      |
| Vale de Figueira                  | 33,57 | 32,62 | 11,11 | 18,20 | 3,07 | 1,42 | 454      |
| Vale de Santarém                  | 40,09 | 24,21 | 19,56 | 10,08 | 4,47 | 0,79 | 1 205    |
| Vaqueiros                         | 40,41 | 15,75 | 28,77 | 12,33 | 2,74 | 0    | 160      |
| Várzea                            | 53,47 | 15,81 | 20,24 | 3,10  | 6,20 | 1,18 | 720      |
| Santarém                          | 50,31 | 20,63 | 17,01 | 7,01  | 3,96 | 1,08 | 26 361   |

### Sardoal
| Candidato               | Candidato               | Votos | %               |
| ----------------------- | ----------------------- | ----- | --------------- |
|                         | Aníbal Cavaco Silva     | 1 201 | 56,15 / 100,00  |
|                         | Manuel Alegre           | 393   | 18,37 / 100,00  |
|                         | Fernando Nobre          | 282   | 13,18 / 100,00  |
|                         | José Manuel Coelho      | 111   | 5,19 / 100,00   |
|                         | Francisco Lopes         | 108   | 5,05 / 100,00   |
|                         | Defensor Moura          | 44    | 2,06 / 100,00   |
| Votos Inválidos         | Votos Inválidos         | 144   | 6,31 / 100,00   |
| Total                   | Total                   | 2 283 | 100,00 / 100,00 |
| Eleitorado/Participação | Eleitorado/Participação | 3 611 | 63,22 / 100,00  |

| Freguesia              | %     | %     | %     | %    | %    | %    | Votantes |
| Freguesia              | ACS   | MA    | FN    | JMC  | FL   | DM   | Votantes |
| ---------------------- | ----- | ----- | ----- | ---- | ---- | ---- | -------- |
| Alcaravela             | 65,02 | 11,95 | 10,24 | 7,00 | 2,56 | 3,24 | 630      |
| Santiago de Montalegre | 71,17 | 15,95 | 9,82  | 1,23 | 1,23 | 0,61 | 173      |
| Sardoal                | 50,34 | 22,03 | 14,75 | 5,00 | 6,10 | 1,78 | 1 261    |
| Valhascos              | 52,38 | 17,62 | 15,24 | 4,29 | 9,05 | 1,43 | 219      |
| Sardoal                | 56,15 | 18,37 | 13,18 | 5,19 | 5,05 | 2,06 | 2 283    |

### Tomar
| Candidato               | Candidato               | Votos  | %               |
| ----------------------- | ----------------------- | ------ | --------------- |
|                         | Aníbal Cavaco Silva     | 10 215 | 56,51 / 100,00  |
|                         | Manuel Alegre           | 3 084  | 17,06 / 100,00  |
|                         | Fernando Nobre          | 3 048  | 16,86 / 100,00  |
|                         | Francisco Lopes         | 948    | 5,24 / 100,00   |
|                         | José Manuel Coelho      | 595    | 3,29 / 100,00   |
|                         | Defensor Moura          | 185    | 1,02 / 100,00   |
| Votos Inválidos         | Votos Inválidos         | 1 366  | 7,02 / 100,00   |
| Total                   | Total                   | 19 441 | 100,00 / 100,00 |
| Eleitorado/Participação | Eleitorado/Participação | 38 241 | 50,84 / 100,00  |

| Freguesia                | %     | %     | %     | %    | %    | %    | Votantes |
| Freguesia                | ACS   | MA    | FN    | FL   | JMC  | DM   | Votantes |
| ------------------------ | ----- | ----- | ----- | ---- | ---- | ---- | -------- |
| Além da Ribeira          | 50,13 | 22,56 | 16,79 | 4,51 | 4,01 | 2,01 | 451      |
| Alviobeira               | 61,30 | 14,38 | 16,10 | 2,40 | 4,79 | 1,03 | 315      |
| Asseiceira               | 46,71 | 21,09 | 21,92 | 5,14 | 3,63 | 1,51 | 1 416    |
| Beselga                  | 48,79 | 20,64 | 17,43 | 7,51 | 4,83 | 0,80 | 397      |
| Carregueiros             | 59,85 | 13,57 | 15,43 | 6,88 | 3,35 | 0,93 | 565      |
| Casais                   | 65,81 | 14,62 | 10,77 | 4,05 | 3,56 | 1,19 | 1 094    |
| Junceira                 | 71,93 | 10,78 | 11,78 | 2,01 | 2,51 | 1,00 | 440      |
| Madalena                 | 46,14 | 21,93 | 18,03 | 7,73 | 4,56 | 1,62 | 1 450    |
| Olalhas                  | 78,88 | 5,98  | 10,23 | 2,12 | 2,26 | 0,53 | 792      |
| Paialvo                  | 46,04 | 22,46 | 16,87 | 9,23 | 3,91 | 1,49 | 1 137    |
| Pedreira                 | 62,70 | 10,97 | 15,05 | 8,46 | 2,19 | 0,63 | 332      |
| Sabacheira               | 53,83 | 23,20 | 13,29 | 4,73 | 3,15 | 1,80 | 460      |
| Santa Maria dos Olivais  | 55,60 | 16,65 | 18,90 | 4,78 | 3,25 | 0,83 | 5 877    |
| São Pedro de Tomar       | 56,82 | 15,97 | 17,50 | 5,54 | 3,21 | 0,96 | 1 352    |
| Serra                    | 76,29 | 8,13  | 10,61 | 2,32 | 1,82 | 0,83 | 648      |
| Tomar (São João Batista) | 56,52 | 18,23 | 16,81 | 5,19 | 2,62 | 0,63 | 2 715    |
| Tomar                    | 56,51 | 17,06 | 16,86 | 5,24 | 3,29 | 1,02 | 19 441   |

### Torres Novas
| Candidato               | Candidato               | Votos  | %               |
| ----------------------- | ----------------------- | ------ | --------------- |
|                         | Aníbal Cavaco Silva     | 7 012  | 45,25 / 100,00  |
|                         | Manuel Alegre           | 3 673  | 23,70 / 100,00  |
|                         | Fernando Nobre          | 2 645  | 17,07 / 100,00  |
|                         | Francisco Lopes         | 1 373  | 8,86 / 100,00   |
|                         | José Manuel Coelho      | 594    | 3,83 / 100,00   |
|                         | Defensor Moura          | 198    | 1,28 / 100,00   |
| Votos Inválidos         | Votos Inválidos         | 1 318  | 7,84 / 100,00   |
| Total                   | Total                   | 16 813 | 100,00 / 100,00 |
| Eleitorado/Participação | Eleitorado/Participação | 32 879 | 51,14 / 100,00  |

| Freguesia                  | %     | %     | %     | %     | %    | %    | Votantes |
| Freguesia                  | ACS   | MA    | FN    | FL    | JMC  | DM   | Votantes |
| -------------------------- | ----- | ----- | ----- | ----- | ---- | ---- | -------- |
| Alcorochel                 | 49,82 | 21,55 | 13,43 | 8,13  | 4,24 | 2,83 | 310      |
| Assentiz                   | 53,79 | 24,82 | 12,24 | 4,48  | 3,36 | 1,32 | 1 638    |
| Brogueira                  | 33,77 | 33,33 | 13,82 | 12,06 | 5,92 | 1,10 | 484      |
| Chancelaria                | 63,22 | 14,86 | 12,06 | 3,65  | 4,51 | 1,71 | 890      |
| Lapas                      | 30,47 | 26,39 | 21,78 | 15,08 | 4,61 | 1,68 | 1 030    |
| Meia Via                   | 43,52 | 25,04 | 17,59 | 9,54  | 3,28 | 1,04 | 726      |
| Olaia                      | 39,41 | 25,28 | 19,58 | 10,29 | 4,21 | 1,24 | 850      |
| Paço                       | 50,85 | 17,61 | 19,03 | 8,81  | 2,56 | 1,14 | 387      |
| Parceiros de Igreja        | 55,47 | 24,48 | 9,64  | 3,91  | 4,69 | 1,82 | 417      |
| Pedrógão                   | 50,60 | 20,74 | 15,31 | 7,60  | 4,23 | 1,52 | 1 003    |
| Riachos                    | 36,46 | 26,83 | 21,18 | 10,56 | 3,63 | 1,35 | 2 152    |
| Ribeira Branca             | 24,83 | 28,28 | 15,17 | 25,17 | 4,83 | 1,72 | 331      |
| Torres Novas (Salvador)    | 53,72 | 23,44 | 13,80 | 6,11  | 1,34 | 1,59 | 892      |
| Torres Novas (Santa Maria) | 47,27 | 21,50 | 18,85 | 7,08  | 4,58 | 0,71 | 2 131    |
| Torres Novas (Santiago)    | 48,10 | 22,04 | 17,06 | 8,06  | 2,61 | 2,13 | 452      |
| Torres Novas (São Pedro)   | 44,49 | 23,27 | 18,48 | 9,67  | 3,20 | 0,90 | 2 621    |
| Zibreira                   | 41,09 | 25,00 | 15,43 | 11,74 | 5,87 | 0,87 | 499      |
| Torres Novas               | 45,25 | 23,70 | 17,07 | 8,86  | 3,83 | 1,28 | 16 813   |

### Vila Nova da Barquinha
| Candidato               | Candidato               | Votos | %               |
| ----------------------- | ----------------------- | ----- | --------------- |
|                         | Aníbal Cavaco Silva     | 1 468 | 45,14 / 100,00  |
|                         | Manuel Alegre           | 693   | 21,31 / 100,00  |
|                         | Fernando Nobre          | 588   | 18,08 / 100,00  |
|                         | Francisco Lopes         | 316   | 9,72 / 100,00   |
|                         | José Manuel Coelho      | 149   | 4,58 / 100,00   |
|                         | Defensor Moura          | 38    | 1,17 / 100,00   |
| Votos Inválidos         | Votos Inválidos         | 211   | 6,09 / 100,00   |
| Total                   | Total                   | 3 463 | 100,00 / 100,00 |
| Eleitorado/Participação | Eleitorado/Participação | 6 600 | 52,47 / 100,00  |

| Freguesia              | %     | %     | %     | %     | %    | %    | Votantes |
| Freguesia              | ACS   | MA    | FN    | FL    | JMC  | DM   | Votantes |
| ---------------------- | ----- | ----- | ----- | ----- | ---- | ---- | -------- |
| Atalaia                | 38,61 | 22,77 | 17,54 | 15,18 | 4,84 | 1,05 | 822      |
| Moita do Norte         | 41,08 | 20,54 | 22,05 | 10,81 | 4,43 | 1,08 | 975      |
| Praia do Ribatejo      | 55,73 | 18,15 | 14,67 | 5,02  | 4,89 | 1,54 | 829      |
| Tancos                 | 37,50 | 39,71 | 9,56  | 8,82  | 2,21 | 2,21 | 142      |
| Vila Nova da Barquinha | 47,54 | 20,62 | 18,92 | 7,54  | 4,62 | 0,77 | 695      |
| Vila Nova da Barquinha | 45,14 | 21,31 | 18,08 | 9,72  | 4,58 | 1,17 | 3 463    |